# Flugunfall der DHC-5 Buffalo AF-319 der sambischen Luftstreitkräfte
Der Flugunfall der DHC-5 Buffalo AF-319 der sambischen Luftstreitkräfte ereignete sich am späten Abend des 27. April 1993. Die Militärmaschine vom Typ De Havilland Canada DHC-5D Buffalo der sambischen Luftwaffe stürzte kurz nach dem Auftanken in Libreville, der Hauptstadt Gabuns, in den Atlantischen Ozean. An Bord des Flugzeugs befanden sich unter anderem 18 Spieler der sambischen Fußballnationalmannschaft, die auf dem Weg zu einem Weltmeisterschafts-Qualifikationsspiel im Senegal waren. Keiner der insgesamt 30 Flugzeuginsassen überlebte den Flugunfall.

## Hintergrund
Nach der Unabhängigkeit Sambias vom Britischen Weltreich im Jahr 1964 wurde Fußball vom ersten Landespräsidenten Kenneth Kaunda massiv gefördert. Das Engagement ging so weit, dass die Nationalmannschaft in der Bevölkerung nach den Initialen Kaundas auch als KK Eleven bekannt war. Daneben förderten auch die verstaatlichten Kupferbergbauunternehmen, verantwortlich für den verhältnismäßig großen Wohlstand des Landes in den 1970er Jahren, den landesweiten Fußball, allen voran die Zambia Consolidated Copper Mines. Unter diesen Bedingungen, die einen professionellen Spielbetrieb zuließen, stieg Sambia zur dominierenden Fußballmacht im südlichen Afrika auf, eine Position, die man erst mit der Wiederaufnahme von Südafrika in den internationalen Spielbetrieb abgeben musste.
Der Verfall des Kupferpreises auf den internationalen Märkten sorgte in den 1980er Jahren für immer größer werdende wirtschaftliche Probleme in Sambia, und der dadurch unter Druck geratene Kaunda ließ schließlich für 1991 Präsidentschaftswahlen zu, bei denen er prompt unterlag. Die neue Regierung leitete umgehend einen Sparkurs ein, der auch Fördermittel für den Fußballsport massiv beschnitt, zudem wurden die Kupferbergbauunternehmen unter dem Druck des Internationalen Währungsfonds privatisiert, wodurch wirtschaftliche Fördergelder für den Fußball weitgehend wegfielen. Trotz dieser Umstände hatte Sambia 1993 eine leistungsstarke Nationalmannschaft, deren Spieler noch von der Förderung während der Regierungszeit von Kaunda profitiert hatten und durch ihre Leistungen die aufkommenden Probleme überlagerten. Grundgerüst der Mannschaft waren Spieler, die bei den Olympischen Spielen 1988 in Südkorea erstmals für Aufsehen sorgten. In Gwangju bezwang das sambische Nationalteam die italienische Olympiamannschaft mit 4:0, bevor man im Viertelfinale mit demselben Ergebnis gegen das Team der BR Deutschland unterlag.
Sambia spielte zum Zeitpunkt des Unfalls in der Qualifikation für die Fußball-Afrikameisterschaft 1994 und in der zweiten Qualifikationsrunde für die Fußball-Weltmeisterschaft 1994. In der Afrika-Cup-Qualifikation stand die Mannschaft nach einem 3:0-Sieg auf Mauritius auf dem ersten Tabellenrang vor Simbabwe und Südafrika, in der WM-Qualifikation hatte man sich in der ersten Runde gegen Namibia und Madagaskar durchgesetzt und spielte nun gegen Senegal und Marokko um einen Platz bei der WM-Endrunde 1994 in den Vereinigten Staaten.

Die Flugroute mit geplanten Zwischenstopps

Zum Auftakt der entscheidenden WM-Qualifikationsphase sollte die Mannschaft am 2. Mai 1993 gegen Senegal in der Hauptstadt Dakar antreten. Weil aufgrund der prekären Finanzsituation, aber auch wegen Misswirtschaft und Korruption, das Geld fehlte, um die Mannschaft mit einem Linien- oder Charterflug zu Auswärtsspielen reisen zu lassen, nutzte man regelmäßig Militärflugzeuge, so auch für das Afrikameisterschafts-Qualifikationsspiel auf Mauritius zwei Tage vor dem Unfall. Bei Reisen dieser Art kam es zuvor bereits zu Vorfällen, wenige Jahre vor dem Absturz wurde eine Maschine beinahe vom kongolesischen Militär abgeschossen, die Spieler nach einer eilig eingeleiteten Landung kurzzeitig verhaftet; bei einem Flug nach Madagaskar 1992 mussten die Spieler sicherheitshalber Rettungswesten anziehen. Für die Reise war eine Frachtmaschine der sambischen Luftwaffe vom Typ De Havilland Canada DHC-5D Buffalo vorgesehen. Die bereits seit Monaten ungenutzte Maschine wurde am 26. April einem A- und B-Check unterzogen, wobei eine Reihe technischer Mängel zum Vorschein kamen; zuvor waren bereits am 22. und 26. April Testflüge durchgeführt worden. Weil das Flugzeug nur für Kurzstreckenflüge konzipiert war, waren insgesamt drei Tankstopps eingeplant. Zunächst in Brazzaville in der Republik Kongo, dann in der gabunischen Hauptstadt Libreville und schließlich in Abidjan in der Elfenbeinküste, wo die Mannschaft auch übernachten sollte, bevor am 28. April der Zielort Dakar im Senegal erreicht werden sollte.

## Unfallhergang
Mit sechsstündiger Verspätung hob das seit 1975 in Dienst befindliche Flugzeug am Mittag des 27. April 1993 in der sambischen Hauptstadt Lusaka ab und landete fünf Stunden später zum ersten Tankstopp in der kongolesischen Hauptstadt Brazzaville. Nach der Wiederbetankung und einer Reihe technischer Prüfungen landete das Flugzeug nach zwei weiteren Stunden Flugzeit zur erneuten Betankung in Libreville. Dort wurden bei einer kurzen technischen Prüfung Probleme am linken Triebwerk festgestellt, der Kommandant entschied sich aber zum Weiterflug. Kurz nach dem Start fing das linke Triebwerk Feuer, und die Maschine stürzte um etwa 22:45 Uhr ca. 500 Meter vor der Küste Gabuns in den Atlantischen Ozean.

## Opfer
Keine der 30 an Bord befindlichen Personen überlebte den Absturz. Neben den 18 Nationalspielern Efford Chabala, John Soko, Whiteson Changwe, Robert Watiyakeni, Eston Mulenga, Derby Makinka, Moses Chikwalakwala, Wisdom Mumba Chansa, Kelvin Mutale, Timothy Mwitwa, Numba Mwila, Richard Mwanza, Samuel Chomba, Moses Masuwa, Kenan Simambe, Godfrey Kangwa, Winter Mumba und Patrick Banda kamen auch die beiden Trainer Godfrey Chitalu und Alex Chola, Verbandspräsident Michael Mwape sowie zwei weitere Funktionäre, ein Mannschaftsarzt, ein Journalist und fünf Besatzungsmitglieder ums Leben.

## Trauerfeier und Bestattungsstätte
Die Nachricht des Absturzes wurde von offizieller Seite noch zwölf Stunden nach den ersten Meldungen zurückgehalten, erst als Informationen über andere Netzwerke auftauchten, wurde die Nachricht kurz nach 13 Uhr verbreitet. Die Meldung wurde als nationale Tragödie wahrgenommen und stürzte das gesamte Land in Trauer. Staatspräsident Frederick Chiluba brach eine Auslandsreise in Ostafrika ab, ordnete eine einwöchige Staatstrauer an und verkündete nach Rücksprache mit den Hinterbliebenen, dass den 30 Opfern ein Staatsbegräbnis zukommen werde.
Die Särge wurden in einem Passagierflugzeug der Zambia Airways nach Lusaka überführt, die Fahrt in das nur wenige Kilometer entfernte Independence Stadium dauerte über drei Stunden, weil zehntausende Trauernde die Überführung ins Stadion begleiteten. Dort wurden die Särge aufgebahrt und der Bevölkerung auch die ganze Nacht durch die Möglichkeit gegeben, von den Verstorbenen Abschied zu nehmen. Am folgenden Tag begleiteten 35.000 Sambier im Stadion und mehr als 100.000 außerhalb die Trauerfeier. Anschließend wurden die Opfer einige hundert Meter nördlich des Nationalstadions beigesetzt, die Stätte ist seither als Heroes’ Acre bekannt. Die 30 Gräber sind dort in einem Halbkreis angeordnet, in der Mitte des Platzes befindet sich ein Denkmal. Bereits unmittelbar nach dem Unfall wurden die Spieler und Offiziellen in den Status von Nationalhelden erhoben, die im Dienst für das Vaterland ihr Leben ließen, insbesondere die Spieler werden regelmäßig als Fallen Heroes (dt. gefallene Helden) bezeichnet.
Am Heroes’ Acre findet jährlich am 28. April, der in Sambia als Tag des Unfalls gilt und auch als Todesdatum auf den Grabsteinen vermerkt ist, eine Gedenkfeier statt. Staatliche Stellen verkündeten bereits nach dem ersten Jahrestag, keinen weiteren Beitrag zur Gedenkfeier leisten zu können, und lehnen seit längerem eine finanzielle oder logistische Beteiligung an den Veranstaltungen ab. Auch beim klammen sambischen Fußballverband hatte dieser Termin bald schon keine Priorität mehr, besonders deutlich wurde dies zum 10. Jahrestag, als die Verantwortung zur Ausrichtung und die Beschaffung der dafür nötigen finanziellen Mittel an die Hinterbliebenen und die Fanvereinigung Chipolopolo Soccer Fans Association abgegeben wurde. Die Stätte, die unter dem Namen Football Heroes Burial Site als „nationales Monument“ zum Nationalerbe zählt, befindet sich den Großteil des Jahres in ungepflegtem Zustand und wird zumeist erst kurz vor den Jahrestagen hergerichtet.

## Unfallbericht und Unfallursache
Nach dem Unfall nahm eine Untersuchungskommission, bestehend aus sambischen und gabunischen Vertreten sowie dem kanadischen Flugzeughersteller De Havilland, die Arbeit auf. Die Untersuchung schritt bald nur noch langsam voran, weil es zu politischen Meinungsverschiedenheiten zwischen Sambia und Gabun wegen des Absturzes kam. Die Veröffentlichung des Unfallberichts wurde zunächst für Mai 1996 angekündigt, verzögerte sich aber offiziell wegen Zugangsproblemen zum Flugzeugwrack. In der Folge konnten sich die Regierungen nicht über die Kostenaufteilung der Untersuchung einigen, und so kam es entgegen vorangegangenen Versprechen auch im Juni 1997 zu keiner Veröffentlichung. In den Jahren nach dem Absturz versuchten oppositionelle Parlamentsmitglieder den Druck auf die sambische Regierung zu erhöhen und von den Hinterbliebenen wurde eine Klage vor dem Internationalen Gerichtshof in Betracht gezogen, die erhoffte Veröffentlichung blieb aber weiterhin aus. Mit Stand 2011 wird der Unfallbericht von sambischer Seite noch immer unter Verschluss gehalten, zuletzt wurden im April 2010 seitens der sambischen Regierung „diplomatische Angelegenheiten“ als Grund für die Verschleppung der Veröffentlichung genannt. Angehörige machen regelmäßig bei den Gedenkfeiern ihrem Unmut über diesen Umstand Luft. Unter anderem die Frage, ob die Maschine überhaupt hätte starten dürfen, steht dabei im Mittelpunkt.
Bereits kurz nach dem Absturz kamen verschiedene Gerüchte und Verschwörungstheorien über die Absturzursache auf, von einer vom gabunischen Militär auf das möglicherweise unerwartete Militärflugzeug abgefeuerte Rakete über eine Bombe an Bord bis hin zu einer Inszenierung des Vorfalls reichte die Spannweite der Spekulationen. Dass die Maschine als Militärflugzeug über keinen Flugschreiber verfügte, erschwerte die Ursachenforschung zudem. Unklarheit herrscht auch über mögliche Warnungen an den Flughäfen von Brazzaville und Libreville an die Flugzeugbesatzung, die ignoriert wurden oder diese nie erreichten. Das Fußballmagazin African Soccer berichtete im Sommer 1993, dass ihr Korrespondent nach einem Gespräch mit einem Mitarbeiter der Flugsicherung im Kongo, der von ernsthaften Bedenken bezüglich der Flugtüchtigkeit der Maschine während ihres Zwischenstopps im Kongo berichtete, von Offiziellen zur Herausgabe der Notizen und Tonbänder gezwungen wurde.
Im November 2003 gab das Verteidigungsministerium Gabuns schließlich einen Untersuchungsbericht heraus. Darin wird davon ausgegangen, dass der übermüdete Kommandant, der die Mannschaft erst am Vortag vom Mauritius-Spiel zurückgeflogen hatte, wegen einer mangelhaften Leuchtanzeige fälschlicherweise das rechte anstatt das defekte linke Triebwerk abschaltete, wodurch die Maschine antriebslos ins Meer gestürzt sei.

## Sportlicher Fortgang
Mit Kalusha Bwalya, Sambias Superstar und Afrikas Fußballer des Jahres 1988, sowie Johnson Bwalya vom FC Zürich und Charles Musonda vom RSC Anderlecht waren drei für die Partie nominierte Spieler nicht an Bord des Flugzeugs, weil sie als Europalegionäre separat anreisen sollten. Ein Rückzug aus den Wettbewerben stand zu keinem Zeitpunkt zur Debatte, und so wurden bereits wenige Wochen nach dem Absturz im Copperbelt und in der Hauptstadt Lusaka Sichtungslehrgänge mit je 30 Spielern veranstaltet, um eine neue Nationalmannschaft unter Leitung von Freddie Mwila zusammenstellen zu können. Zahlreiche Regierungen und Verbände boten ihre Unterstützung an, so absolvierte das neu formierte Team Ende Mai drei Benefizspiele gegen das Nachbarland Malawi, die zugleich als erster Testlauf für die neu formierte Mannschaft dienten. Auf Einladung der dänischen Regierung bereitete sich die Mannschaft einen Monat lang in Dänemark auf das erste Länderspiel nach der Tragödie vor, ein Heimspiel in der WM-Qualifikation gegen Marokko. Dies war das erste Mal in der Geschichte der Nationalelf, dass eine derart professionelle Vorbereitung erfolgte. Ab Anfang August bereitete sich die Mannschaft zudem einen Monat in Frankreich und den Niederlanden auf die weiteren Partien vor.
| Abschlusstabelle WM-Qualifikation 1994 |         |      |        |
| Rang                                   | Land    | Tore | Punkte |
| 1                                      | Marokko | 6:3  | 6–2    |
| 2                                      | Sambia  | 6:2  | 5–3    |
| 3                                      | Senegal | 1:8  | 1–7    |

Während des Trainingslagers in Dänemark unterstützte der dänische Trainer Roald Poulsen, der später auch zweimal das Amt des sambischen Nationaltrainers bekleidete, die Trainingsarbeit, unmittelbar vor dem Spiel gegen Marokko nahm der Schotte Ian Porterfield als Nationaltrainer seine Arbeit auf, er wurde vom englischen Verband finanziert. Im ersten Pflichtspiel nach dem Unfall schlug man am 4. Juli 1993 im Nationalstadion von Lusaka Marokko mit 2:1, es folgten in der WM-Qualifikation ein 0:0 auswärts und ein 4:0-Heimerfolg im Rückspiel gegen Senegal, so dass das Auswärtsspiel am 10. Oktober 1993 in Marokko über die WM-Teilnahme entschied. Unter in Sambia bis heute kontrovers diskutierten Umständen verpasste Sambia das benötigte Unentschieden und unterlag Marokko mit 0:1, das dadurch statt Sambia an der folgenden Weltmeisterschaft teilnahm.
Derweil hatte sich die sambische Nationalelf bereits im Juli 1993 durch einen 3:0-Sieg gegen das erst kurz zuvor in die FIFA zurückgekehrte Südafrika und ein 1:1-Unentschieden gegen den südlichen Nachbarn Simbabwe für die Afrikameisterschaft 1994 in Tunesien qualifiziert. Dort ging man aus der drei Mannschaften umfassenden Gruppenphase als Sieger hervor und setzte sich anschließend im Viertelfinale gegen Senegal und im Halbfinale gegen Mali durch. Im Finale brachte Verteidiger Elijah Litana Sambia bereits nach drei Minuten in Führung, die nigerianische Mannschaft, die sechs Monate später auch bei der WM 1994 für Furore sorgte, drehte durch zwei Treffer von Emmanuel Amuneke die Partie noch und gewann mit 2:1. Der Finaleinzug war der größte Erfolg der sambischen Nationalmannschaft seit der Finalteilnahme von 1974. Als bislang einzige Nationalmannschaft wurde die neu formierte Mannschaft mit der üblicherweise für Spieler gedachten Auszeichnung BBC African Footballer of the Year geehrt.
Nach einem 3. Platz bei der Afrikameisterschaft 1996 rutschte Sambia bedingt durch die Auswirkungen der nationalen wirtschaftlichen und strukturellen Probleme in das Mittelmaß des afrikanischen Fußballs ab. Einer Qualifikation für die Weltmeisterschaft war man seither nicht mehr so nah wie in jenem Oktober 1993, beim Afrika-Cup kam die Mannschaft erst 14 Jahre später, bei der Afrikameisterschaft 2010, wieder über die Gruppenphase hinaus. Beim Turnier 2012 wurde Sambia überraschend erstmals Afrikameister, indem das Finale gegen die Elfenbeinküste nach Elfmeterschießen gewonnen wurde. Austragungsort dieses Spiels war just die gabunische Hauptstadt Libreville.

## Soziale Folgen und Entschädigungszahlungen
Obwohl 1989 mit dem Intestate Succession Act ein Gesetz zur Erbfolge verabschiedet wurde, das den Witwen 20 % und den Kindern 50 % des Erbes zuspricht, verloren 24 von 27 Witwen in den Wochen nach dem Unfall durch die Familie des Ehemanns ihren rechtlich zustehenden Besitz. Nach alter Stammestradition gehörten die Witwe und ihre Kinder weiterhin zur Großfamilie ihres Ehemanns und wurden samt den Besitztümern eingegliedert, oftmals erfolgte auch eine Wiederverheiratung mit einem Bruder des Verstorbenen. Mit der zunehmenden Urbanisierung, aber auch den immer größeren wirtschaftlichen Problemen, rückte diese soziale Komponente in den Hintergrund und die Tradition wurde weitestgehend als Möglichkeit gesehen, schnell und einfach an Besitztümer zu gelangen. Diese Praktik, die als „Property Grabbing“ (dt. etwa Eigentum abgreifen) bekannt ist, beginnt häufig bereits unmittelbar nach dem Tod des Ehemanns, wenn sich die Hinterbliebenen zum Trauern im Haus des Verstorbenen treffen und Angehörige die Kontrolle über die Räumlichkeiten übernehmen.
Diese Vorkommnisse wurden dadurch begünstigt, dass die Witwen nicht über ihre Rechte informiert waren, nur in einem Fall ein Testament vorlag und es eine Scheu gab, bei den als korrupt geltenden staatlichen Stellen um Hilfe zu bitten. Hinzu kam, dass lokale Gerichte entgegen der Rechtslage oftmals zugunsten der traditionellen Vorgehensweise entschieden und als Nachlassverwalter vom Gericht mehrfach – unter Überschreitung rechtlicher Kompetenzen – ein Verwandter des Verstorbenen eingesetzt wurde. Zudem unternahmen die Regierung und der sambische Fußballverband nichts, diesem Treiben Einhalt zu gebieten.
Die sambische Regierung richtete kurz nach dem Absturz einen Hilfsfonds in Höhe von 119,6 Millionen Kwacha (etwa 140.000 Pfund) ein, und durch ein vom Weltfußballverband FIFA organisiertes Benefizspiel „Afrika gegen den Rest der Welt“ wurden weitere Gelder akquiriert. Um weitere Konflikte zwischen den Witwen und den Familien der Opfer zu vermeiden, wurden getrennte Auszahlungen vorgenommen. Nach zwei „spärlichen Ratenzahlungen“ wurde den Hinterbliebenen im Herbst 1993 mitgeteilt, dass es in den kommenden beiden Jahren zu keinen weiteren Hilfszahlungen kommen wird. Viele der Witwen waren dazu gezwungen, das Geld zum Ersetzen der zuvor geraubten Haushalts- und Alltagsgegenstände aufzuwenden, anstatt damit die Grundversorgung sicherzustellen.
Frustriert über die geringen Fortschritte beim Unfallbericht und die langsame Ausschüttung beschritten Hinterbliebene von 25 der Verunglückten den Gerichtsweg und reichten Anfang 1996 Klage gegen die sambische Regierung ein. Im August 1998 stimmte die Regierung Entschädigungszahlungen zu, legte aber Wert auf die Feststellung, dass damit keine Haftungsanerkenntnis einhergehe. Allerdings kam es erst nach weiteren vier Jahren im Mai 2002 auf gerichtliche Anweisung zur Zahlung von 17 Milliarden Kwacha (etwa 4 Millionen US-Dollar). Zur Berechnung der individuellen Entschädigungssumme wurde ein Berechnungsschlüssel verwendet, der vorsah, dass jeder Spieler bis zu seinem 32. Lebensjahr aktiv gewesen wäre und anschließend bis zum 55. Lebensjahr als Trainer gearbeitet hätte.